# Kopparpartiet
Kopparpartiet (KOP) var ett lokalt politiskt parti i Åtvidabergs kommun. Partiet bildades 2002 av de före detta socialdemokraterna Lars Rasch och Leif Carlzon. I valet 2010 fick man 6 procent av rösterna, vilket gav partiet två mandat av 35 i kommunfullmäktige. Partiet ställde inte upp i valet 2014. Åldersskäl och bristande demokrati i kommunen uppgavs vara orsaken.

## Valresultat
| År   | Röster | %     | Mandat  |
| ---- | ------ | ----- | ------- |
| 2002 | 1 299  | 18,02 | 8 av 45 |
| 2006 | 587    | 8,22  | 4 av 45 |
| 2010 | 436    | 5,81  | 2 av 35 |